# دوبری دو (پیروت)
دوبری دو (به صربی: Dobri Do) یک منطقهٔ مسکونی در صربستان است که در پیروت واقع شده‌است. دوبری دو ۱۱۶ نفر جمعیت دارد.